# Nelson (Nebraska)
Nelson és una població dels Estats Units a l'estat de Nebraska. Segons el cens del 2000 tenia 587 habitants.

## Demografia
Segons el cens del 2000, Nelson tenia 587 habitants, 271 habitatges, i 150 famílies. La densitat de població era de 279,8 habitants per km².
Dels 271 habitatges en un 22,9% hi vivien nens de menys de 18 anys, en un 46,1% hi vivien parelles casades, en un 7% dones solteres, i en un 44,6% no eren unitats familiars. En el 41,7% dels habitatges hi vivien persones soles el 25,5% de les quals corresponia a persones de 65 anys o més que vivien soles. El nombre mitjà de persones vivint en cada habitatge era de 2,01 i el nombre mitjà de persones que vivien en cada família era de 2,73.
Per edats la població es repartia de la següent manera: un 20,3% tenia menys de 18 anys, un 3,9% entre 18 i 24, un 21% entre 25 i 44, un 23,7% de 45 a 60 i un 31,2% 65 anys o més.
L'edat mediana era de 50 anys. Per cada 100 dones de 18 o més anys hi havia 75,9 homes.
La renda mediana per habitatge era de 32.500 $ i la renda mediana per família de 40.469 $. Els homes tenien una renda mediana de 25.417 $ mentre que les dones 22.500 $. La renda per capita de la població era de 17.221 $. Aproximadament el 5,2% de les famílies i el 9,4% de la població estaven per davall del llindar de pobresa.

## Poblacions més properes
El següent diagrama mostra les poblacions més properes.